# František Schmucker
František Schmucker (Horvátjárfalu, 28 de janeiro de 1940 - 15 de julho de 2004) foi um futebolista checo, que atuava como defensor.

## Carreira
František Schmucker fez parte do elenco da Seleção Tchecoslovaca de Futebol que disputou a Copa do Mundo de 1962.

## Ligações Externas
- Perfil em FIFA.com (em inglês)